# Mohammad Nabi Habibi
Mohammad Nabi Habibi (Varamin, Irán, 19 de diciembre de 1945-Teherán, Irán, 29 de enero de 2019) fue un político y sociólogo iraní. Ejerció de secretario general del Partido de la Coalición Islámica desde 2004 hasta su fallecimiento. Además, fue alcalde de la ciudad de Teherán durante cuarenta y cuatro meses, comprendidos entre 1983 y 1987.